# Іскриль
Іскриль (Іскриня, Іскряна) — річка  в Україні, у Літинському районі Вінницької області, права притока  Згару (басейн Південного Бугу).

## Опис
Довжина річки приблизно 9 км, площа басейну - 35,3 км². У річку впадає кілька безіменних струмків, споруджено ставки. .  

## Розташування
Бере  початок на північному сході від Дашківців. Тече переважно на північний захід через Іскриню та Балин і впадає у річку Згар, праву притоку Південного Бугу за 21 км. від гирла.